# Минор (рыба)
Минор (лат. Hyphessobrycon minor) — вид аквариумных лучепёрых рыб семейства харациновых (Characidae). Родина — водоёмы от Гайаны до реки Парагвай в Бразилии.

## Описание
Умеренно высокое, вытянутое в длину тело минора уплощено с боков. Спина окрашена в оливково-коричневый, а бока — в красный цвета, на жаберной крышке имеется маленькое чёрное пятно (иногда отсутствует). Спинной плавник окрашен в чёрный цвет (иногда с белой каймой, иногда белый только кончик). Остальные плавники кроваво-красные, исключение — жировой плавник. Тело самца стройнее, окрас ярче. В длину рыбка вырастает не более 4 см.

## Содержание в аквариуме
Стайные, мирные миноры держатся в середине и нижней части аквариума. Содержать стайку этих аквариумных рыбок можно в общем аквариуме (длина свыше 60 см) с подвижными соседями. Малоподвижным рыбкам миноры могут откусить плавники. Аквариум заполняют зарослями аквариумных растений, высаженных в грунт и плавающих на поверхности, создающих местами тень. Оптимальные параметры воды для содержания минора: температура в пределах 22—24 °С, кислотность pH 6—7, жёсткость 5—10 °dH. Вода — прозрачная, чистая, желательно торфованная. Также рекомендуется установить фильтр. Корм: растительный, живой, заменитель.

## Разведение
Половой зрелости минор достигает в 8—10 месяцев. Для разведения необходим отдельный нерестовик, площадь дна которого составляет минимум 700 см², с сепараторной сеткой и кустом мелколистного растения в центре, например, перистолистника или яванского мха. Освещение рассеянное, неяркое. Температура воды должна быть 24—28 °С, общая жёсткость воды не более 6°, карбонатная — не более 1°, кислотность 6—6,8. Слой воды — 12—15 см. Рекомендуется использовать торфованную воду, которую можно приготовить таким образом: торфяной концентрированный отвар вносят в дистиллированную воду, контролируя показатель рН, и затем в течение недели (иногда месяца) отстаивают. После этого 2/3 объёма воды, идущей в нерестовой аквариум, сливают шлангом. Можно также использовать и свежую воду. Самку с полным брюшком и двух ярко окрашенных самцов или пару рыб вечером сажают на нерест, при этом повышая температуру. Зачастую в предрассветное время нерест начинается и с восходом солнца оканчивается. Спустя 72 часа рыб кормят мелким мотылем. 200—300 сероватых мелких икринок, отложенных самкой, застревают в зарослях растений или опускаются на дно аквариума. Аквариумные растения и сепараторную сетку по окончании нереста удаляют и затеняют аквариум, чтобы избежать попадания прямого света на кладку. Необходима слабая аэрация. Трогать икру не нужно, она очень чувствительна к прикосновениям. Через 24—30 часов мальки проклёвываются, спустя несколько дней (3—5) плывут. В этот период можно включить аэрацию и освещение. Стартовый корм: коловратки, инфузории.